# Treno della Fine del Mondo
Il Treno della Fine del Mondo (in spagnolo: Tren del Fin del Mundo), conosciuto anche come Ferrovia Australe Fuegina (in spagnolo: Ferrocarril Austral Fueguino, abbr. "FCAF"), è una ferrovia a vapore con uno scartamento da 500 mm nella provincia argentina della Terra del Fuoco. Fu costruita originariamente come linea merci per servire la prigione di Ushuaia, specificamente per trasportare legname. Ora funziona come ferrovia turistica nel Parco nazionale Terra del Fuoco ed è considerata la ferrovia in funzione più a sud del mondo.

## Storia

### Origini

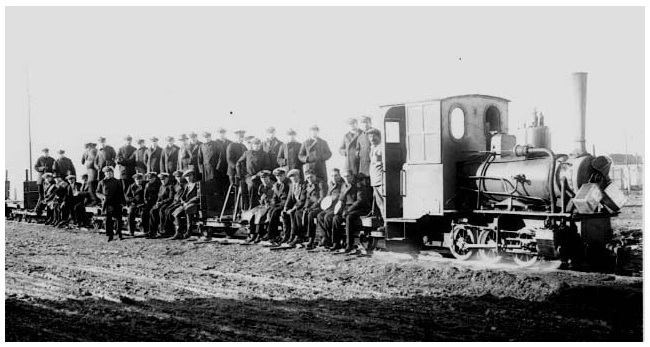
Treno che porta il personale della prigione, 1920.

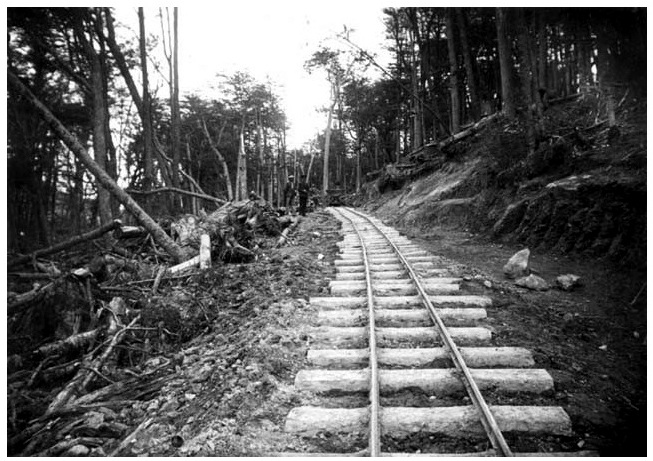
Binari ferroviari nella foresta, 1920.

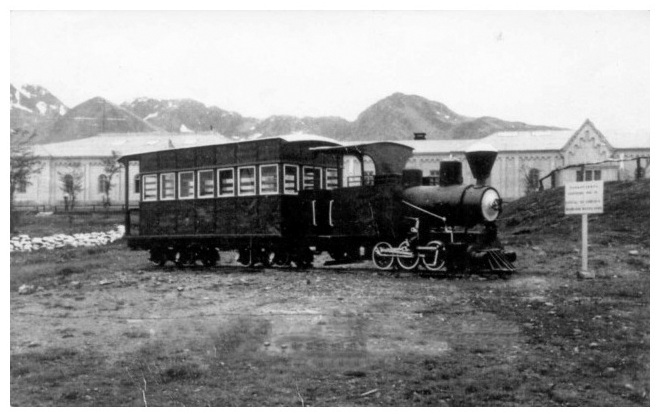
Treno con passeggeri, 1930.

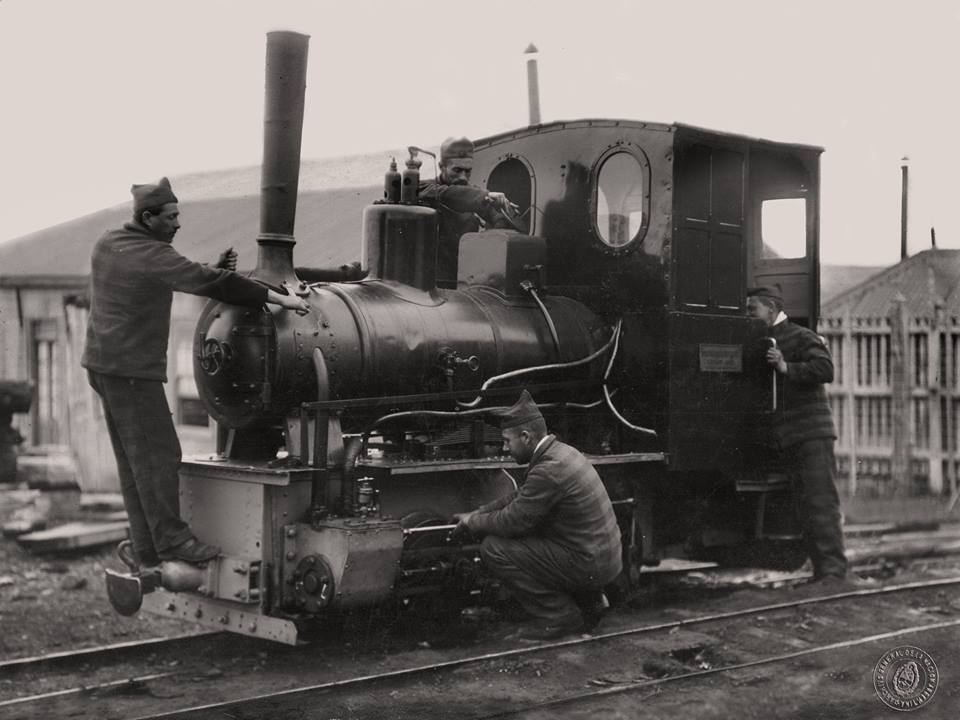
Condannati che aggiustano una locomotiva, 1931.

Alla fine del XIX secolo, Ushuaia sull'Isola Grande della Terra del Fuoco si sviluppò come una colonia penale, i cui primi prigionieri arrivarono nel 1884. Nel 1902, cominciarono i lavori da parte dei detenuti per un vero e proprio complesso di edifici per la prigione, e fu costruita una ferrovia su rotaie di legno per agevolare il trasporto di materiali, principalmente roccia locale, sabbia e legname. I buoi trainavano i vagoni lungo uno scartamento ridotto di meno di 1000 mm. Nel 1909, il direttore della prigione informò il governo della necessità di potenziare la linea, e così nel 1909 e 1910 furono posati nuovi binari Decauville con uno scartamento ridotto di 600 mm, da usare con una locomotiva a vapore. Il treno collegava il campo della prigione con quello della foresta e passava lungo la costa davanti alla città di Ushuaia, allora in fase di espansione. Era conosciuto come il "Treno dei Prigionieri" (Tren de los Presos) e portava legname per il riscaldamento e la cucina oltre che per l'edilizia.
La ferrovia fu gradualmente prolungata più avanti nella foresta, in aree sempre più remote via via che il legno si esauriva. Il tracciato seguiva la valle del fiume Pipo su un terreno più elevato. La costante attività edilizia consentiva l'espansione della prigione e della città, con i prigionieri che fornivano molti beni e servizi.
Nel 1947 la prigione fu chiusa e sostituita da una base navale. Due anni dopo il terremoto della Terra del Fuoco del 1949 bloccò gran parte della linea. Nondimeno, il governo fece degli sforzi per liberare la linea e rimettere in servizio il treno malgrado l'assenza dei prigionieri. Tuttavia il servizio si rivelò impraticabile e chiuse nel 1952.

### Rinascita come ferrovia turistica
Nel 1994, la ferrovia fu ricostruita con uno scartamento di 500 mm e ricominciò il servizio, sebbene ora in condizioni di lusso rispetto alle sue origini come treno della prigione, con champagne e servizi ristorante. Una nuova locomotiva a vapore 2-6-2T (Camila) fu portata dall'Inghilterra nel 1995, insieme a un'altra fabbricata in Argentina e a tre locomotive diesel anch'esse in servizio sulla linea. Sono state inoltre procurate due Garratt, nella versione migliorata di Porta.
I collegamenti partono dalla stazione di "Fine del Mondo" (circa 10 km ad ovest dell'aeroporto di Ushuaia e immediatamente ad ovest del Circolo del golf di Ushuaia). Il tracciato porta i passeggeri lungo la valle del Pico nella gola di Toro e alla stazione della Cascada de la Macarena, dove i visitatori possono avere notizie sul popolo Yámana e salire su un punto panoramico in una sosta di 15 minuti. Il treno poi entra nel parco nazionale e nella foresta, viaggiando attraverso la valle sotto le montagne, raggiungendo la stazione di El Parque dove i turisti possono ritornare in pullman o in treno.
C'è un piano per estendere la linea a una nuova stazione più vicina a Ushuaia e collegare la stazione in questione alla città con un tram.

## Nella cultura di massa
Il treno servì da ispirazione al cantante Michale Graves nel brano Train to the End of the World del suo album del 2013 Vagabond.

## Galleria d'immagini

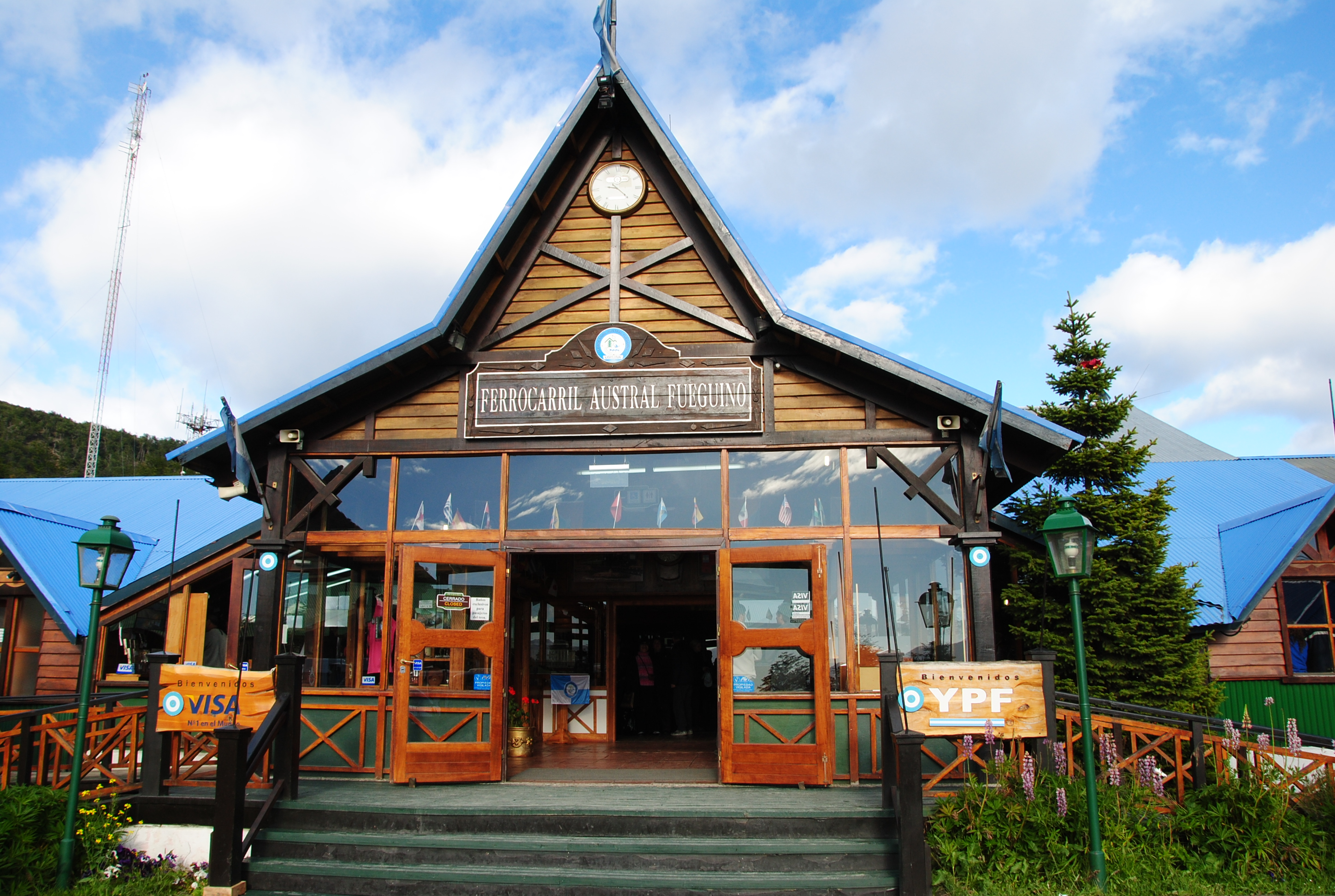
Stazione di Fin del Mundo.
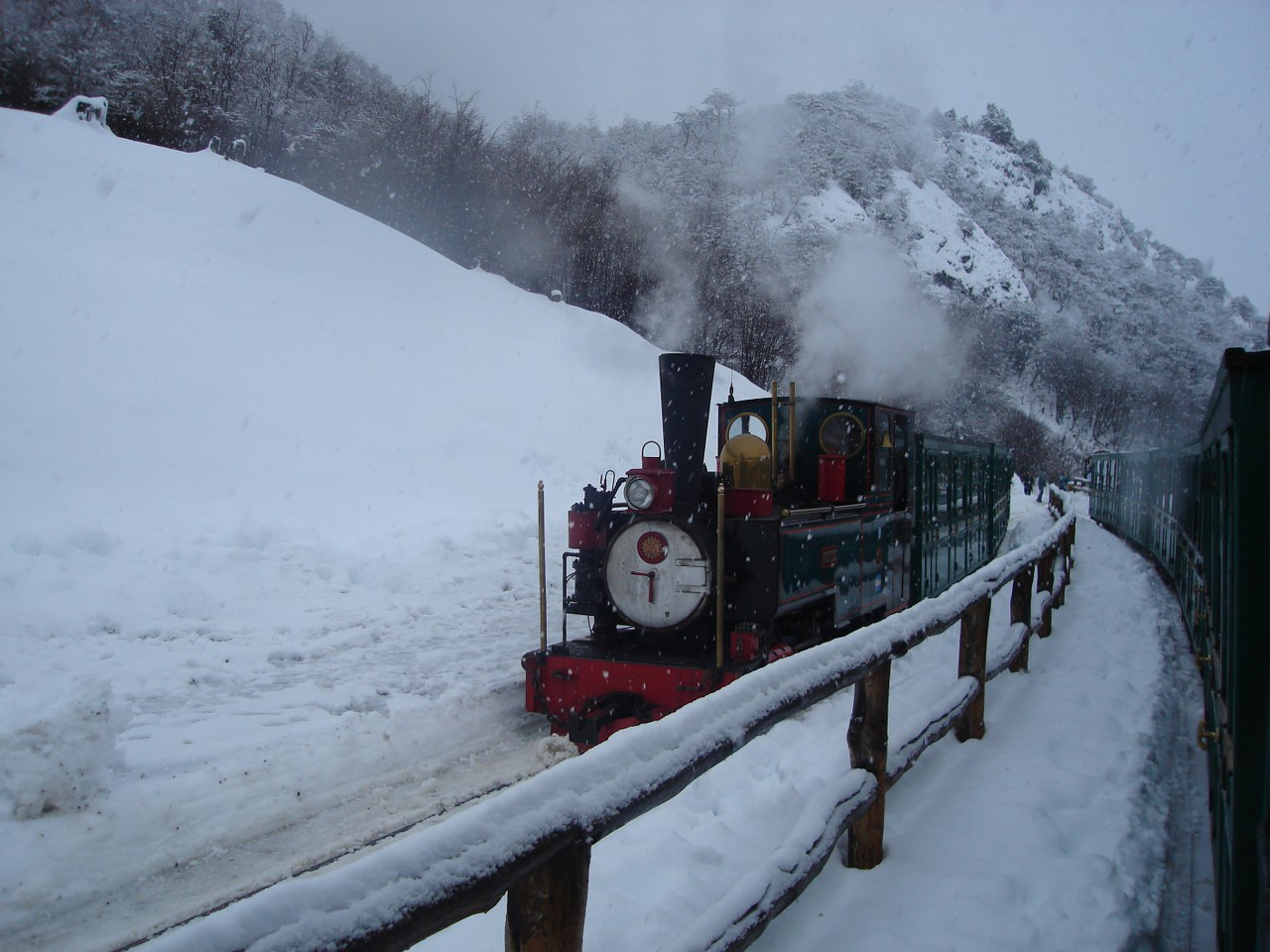
Treno in un paesaggio innevato, 2008.
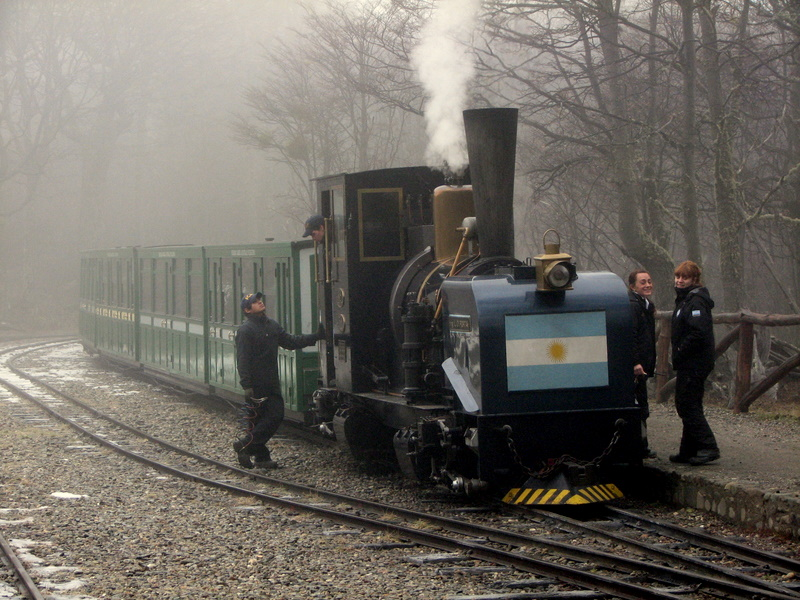
Locomotiva, 2010.
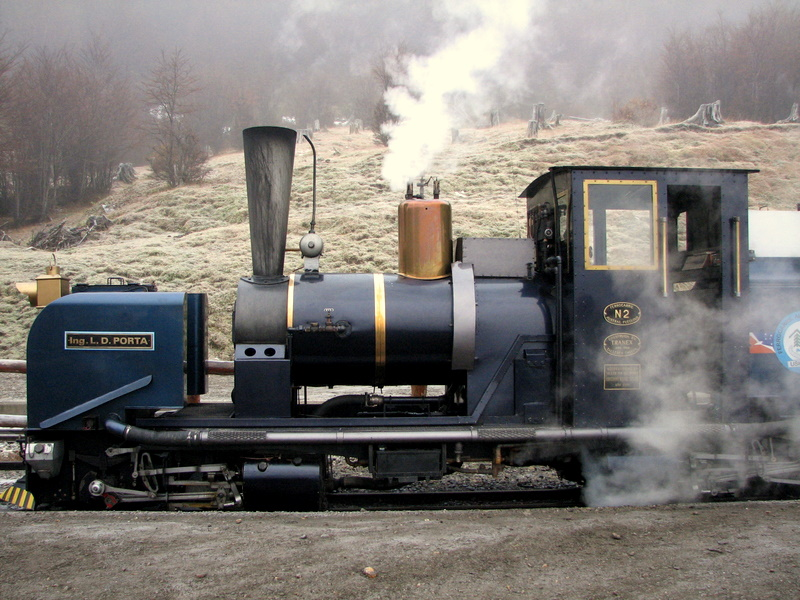
Locomotiva n. 2.
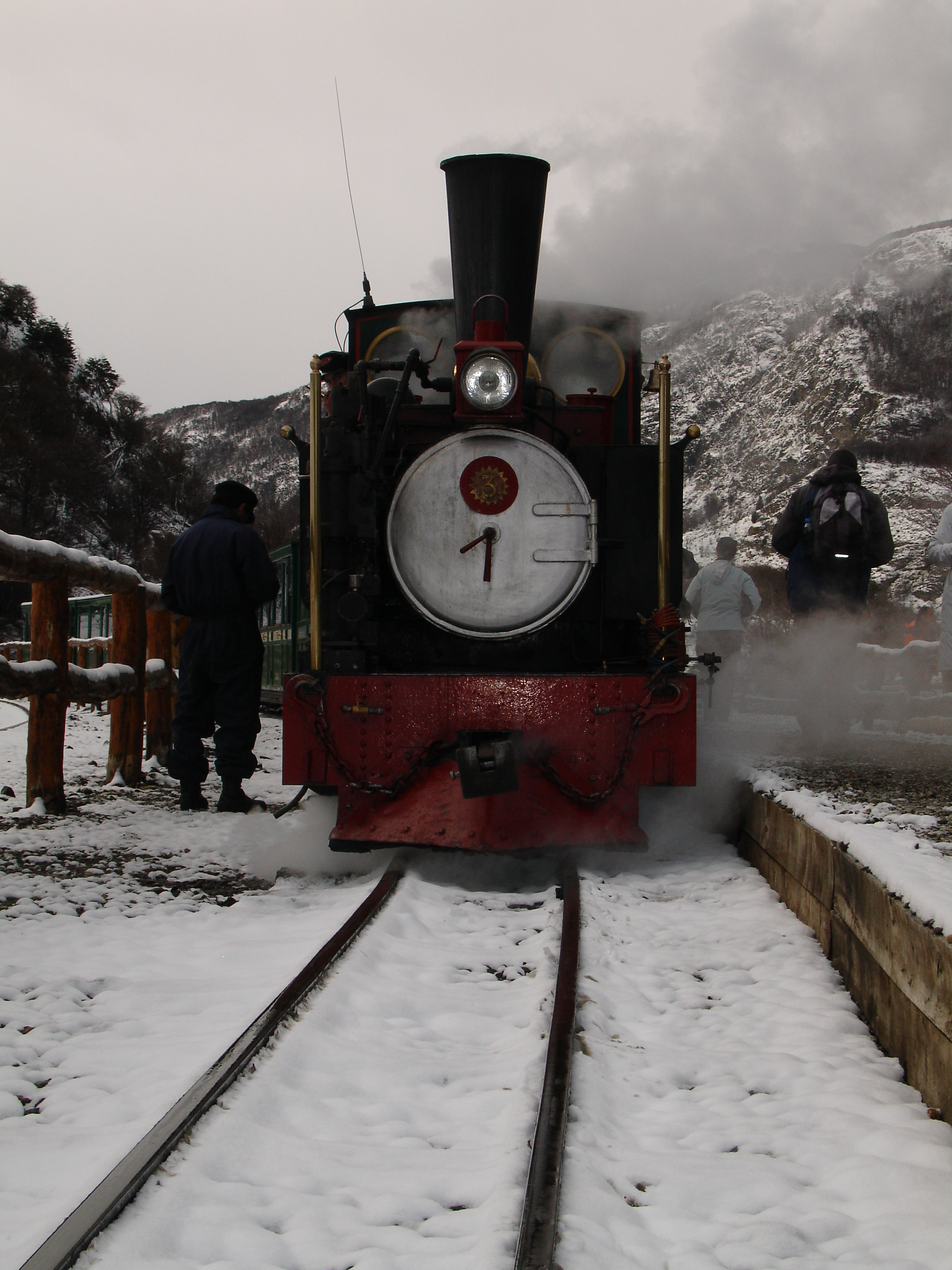
Treno nella stazione di Cascada.
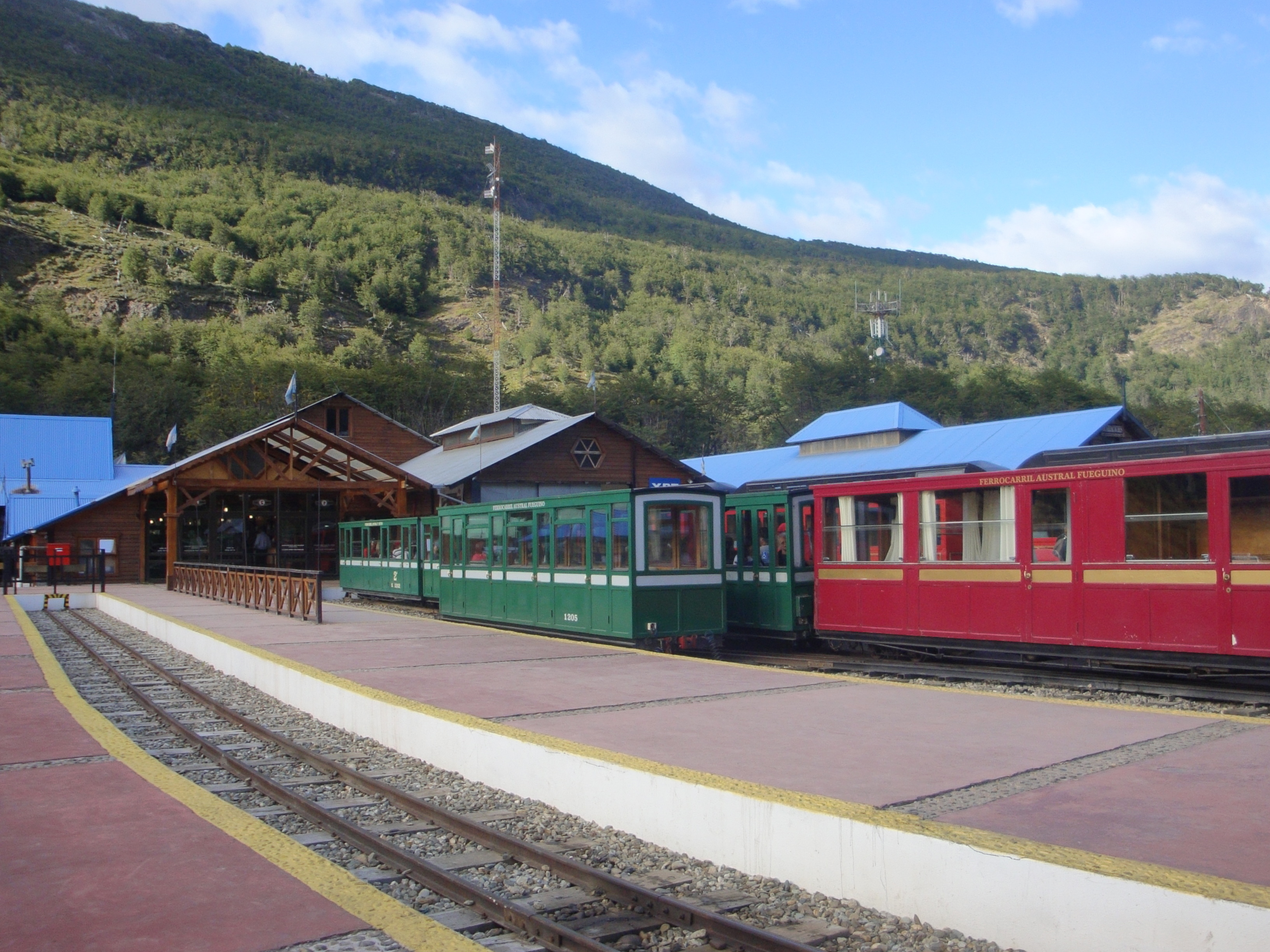
Treno nella stazione di Fin del Mundo.
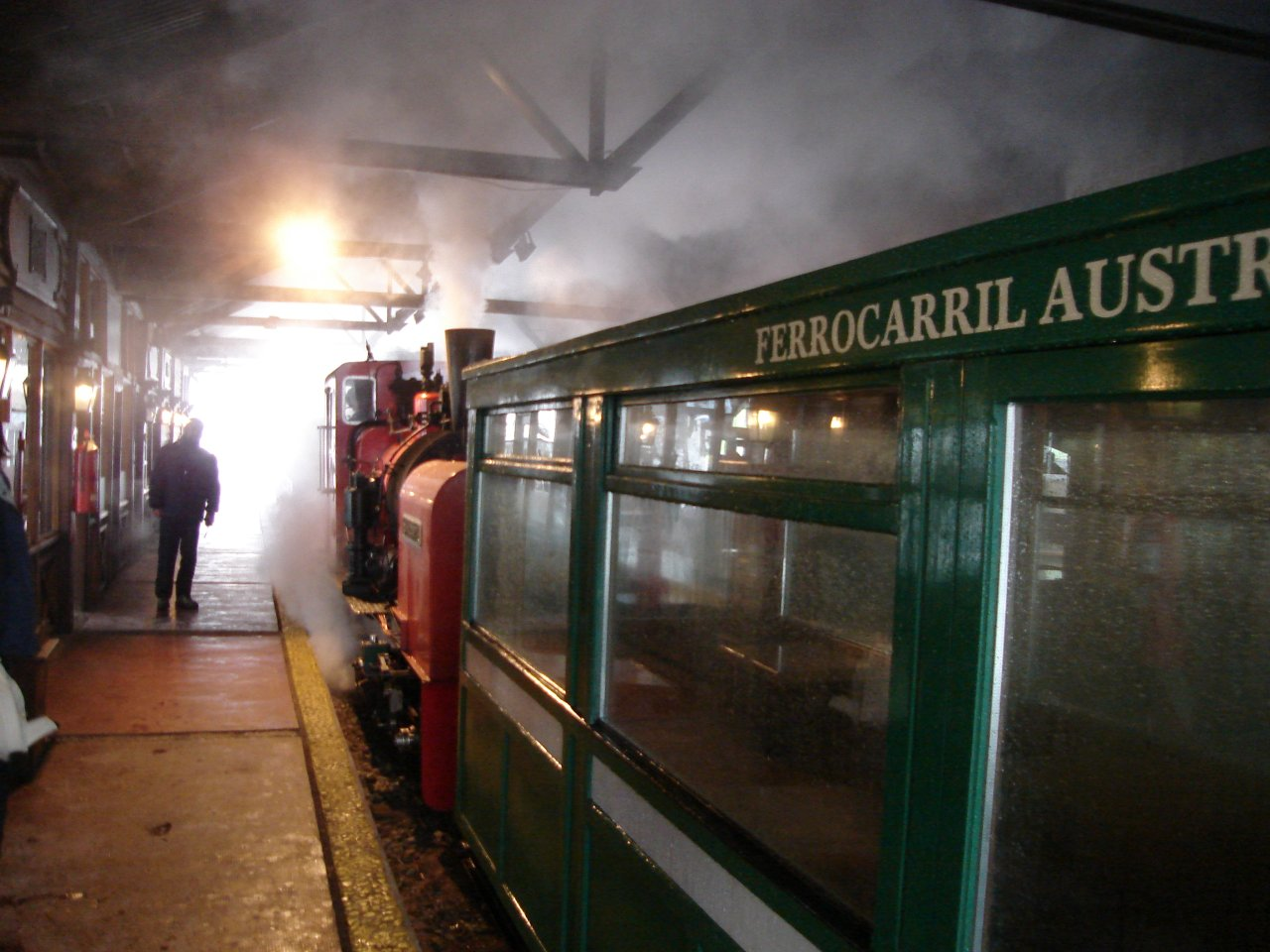
In arrivo al capolinea.
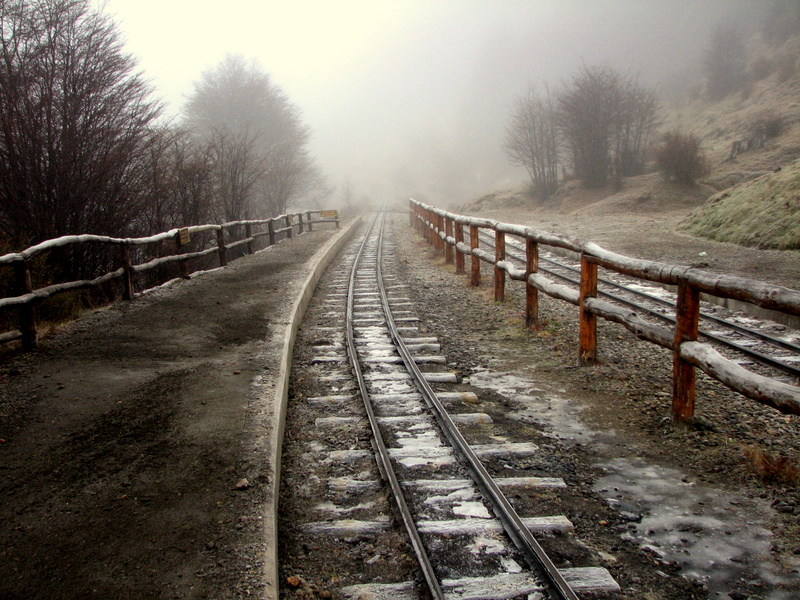
Binari della ferrovia.
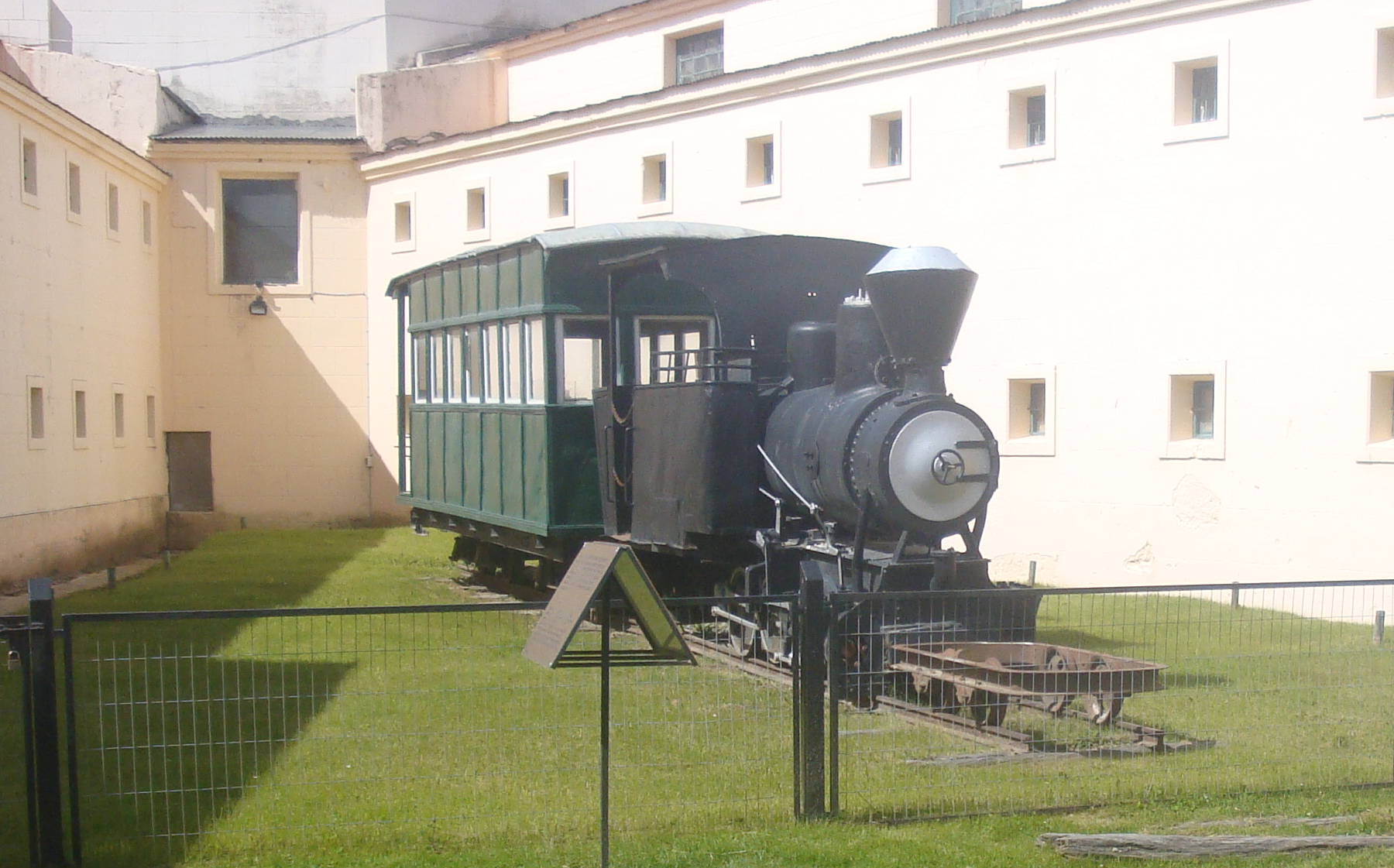
Treno originale conservato.
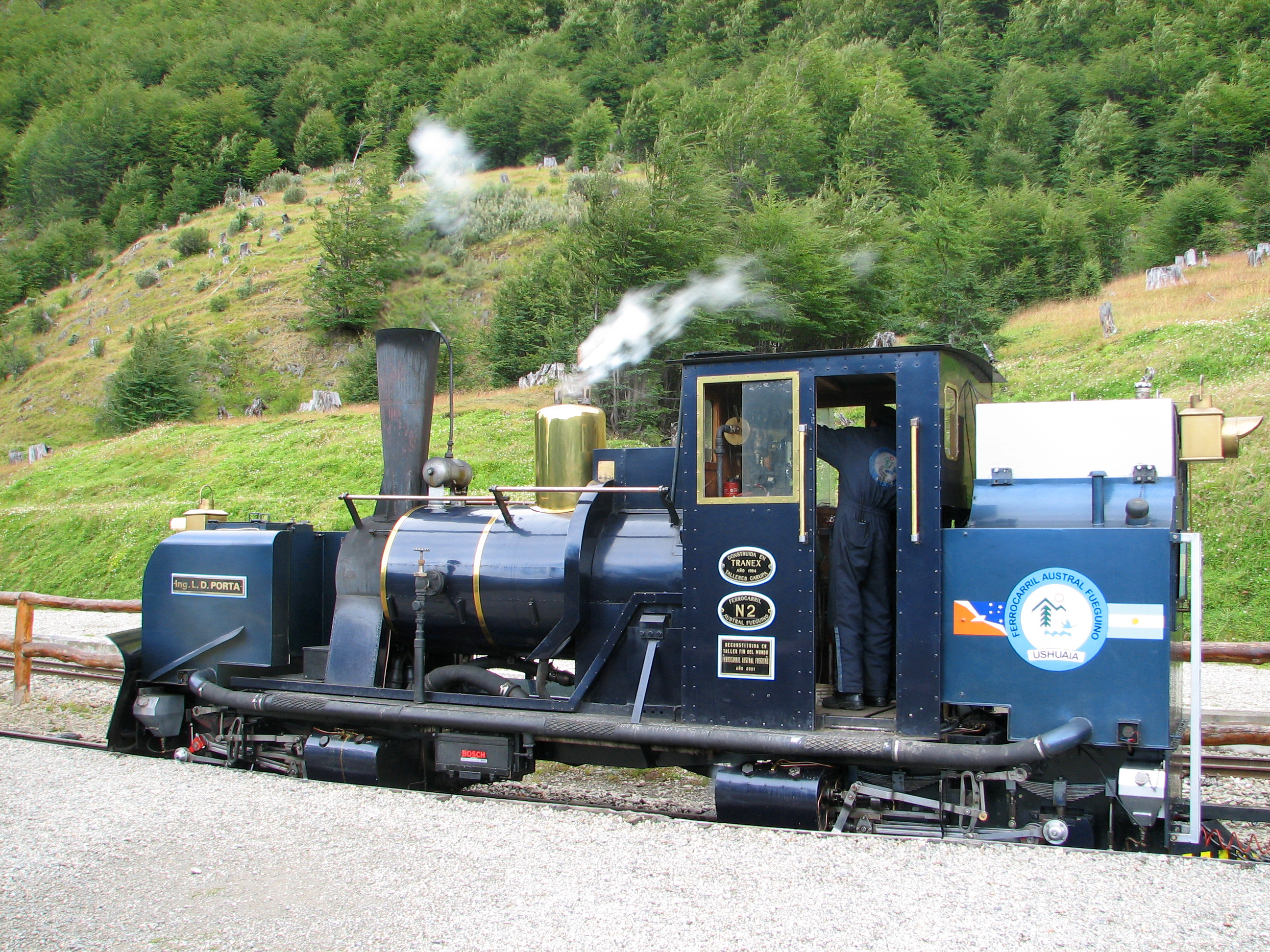
Locomotiva dell'ing. Porta.
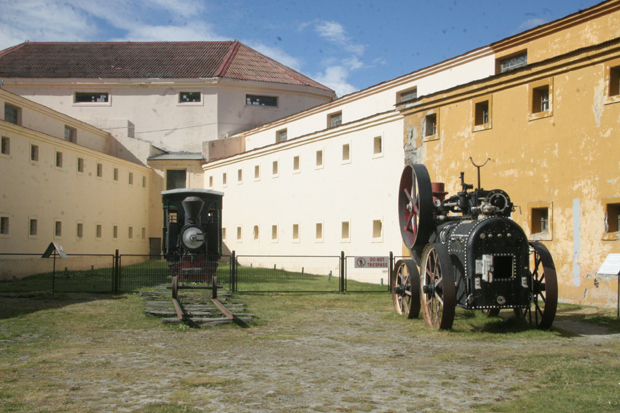
Treno nel Museo di Ushuaia.
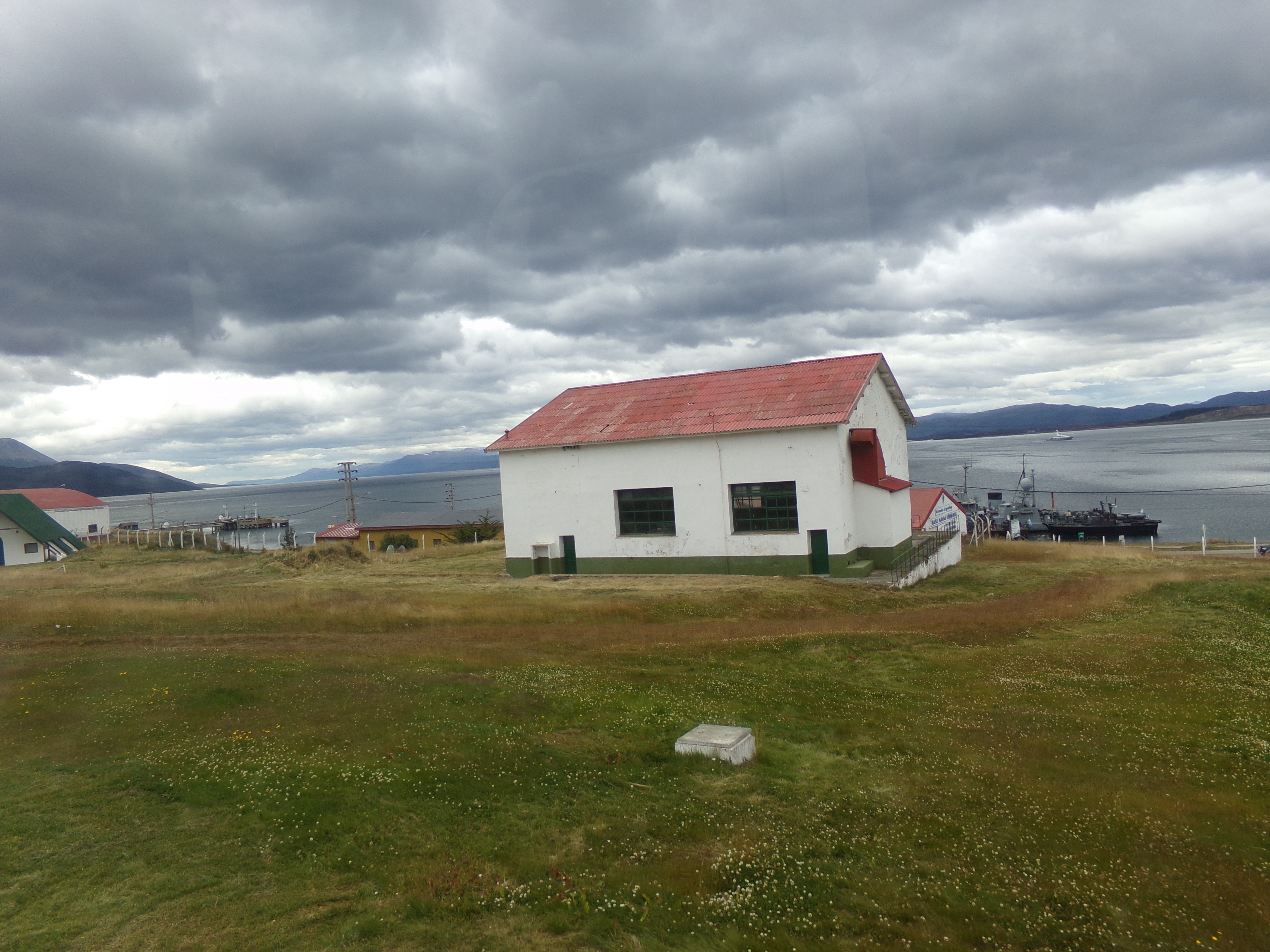
Capolinea della vecchia stazione.